# Łarysa Geniusz

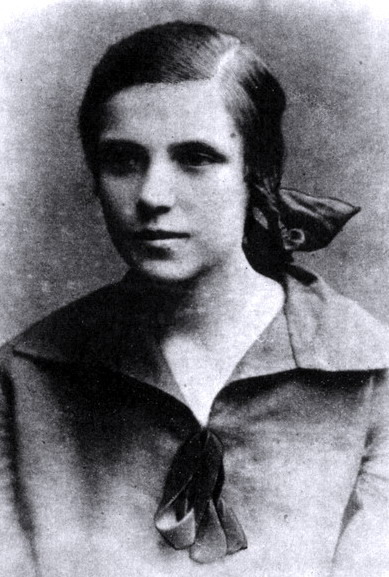
Łarysa Geniusz w czasach gimnazjalnych, 1927

Łarysa Hienijusz, Łarysa Geniusz z d. Mikłaszewicz (biał. Ларыса Антонаўна Геніюш; ur. 9 sierpnia 1910 w Żłobowcach, zm. 1983 w Zelwie) – białoruska poetka i polityk emigracyjny. 

## Życiorys
Urodziła się w folwarku Żłobowce k. Wołpy w obecnym rejonie wołkowyskim. Była córką właściciela chutoru, zamożnego chłopa prawosławnego, Antona Mikłaszewicza, urodzonego w Krynkach. W 1928 roku ukończyła polskie gimnazjum w Wołkowysku. W 1935 roku wyszła za mąż za Jankę Hienijusza, który wyjechał do Pragi. Dołączyła do męża w 1937 roku. W stolicy Czechosłowacji mieszkała do 1948 roku, prowadząc działalność polityczną i charytatywną wśród białoruskiej diaspory. Była członkiem władz Białoruskiej Republiki Ludowej, prowadziła archiwum władz emigracyjnych. 
Po zajęciu wschodniej części II Rzeczypospolitej przez Armię Czerwoną jej ojciec został aresztowany i niedługo potem rozstrzelany. Jej matkę zaś i dwie siostry zesłano do Kazachskiej SRR, gdzie wkrótce zmarły. Jeden jej brat służył w armii Andersa, poległ pod Monte Cassino, drugi - walczył w armii Berlinga i zginął w walkach o Berlin. 
5 marca 1948 roku została wraz z mężem aresztowana i przekazana Związkowi Radzieckiemu. Była więziona i torturowana w katowniach bezpieki w kilku miastach. W 1949 roku została oskarżona o działalność wywrotową i po wadliwym pod względem prawnym procesie skazana na 25 lat łagrów. Podobny los spotkał jej męża. W 1956 roku na fali postalinowskiej odwilży oboje małżonków zwolniono i zamieszkali oni przy rodzinie Janki Hienijusza w Zelwie, do końca życia będąc jednak pod obserwacją służb specjalnych. Nie pozwalano jej odwiedzać syna Jurki, który wychowywał się w Białymstoku jako sierota.
Łarysa Geniusz konsekwentnie odmawiała przyjęcia sowieckiego obywatelstwa, pozostając przy obywatelstwie czechosłowackim. Pomimo zagrożenia, w jej domu odbywały się spotkania artystów, literatów, naukowców.
Zmarła w 1983 roku w Zelwie i tam została pochowana. 
W 1999 roku Białoruski Komitet Helsiński rozpoczął - czteroletnią, jak się później okazało, walkę sądową o rehabilitację poetki. Sąd Najwyższy Białorusi odmówił rehabilitacji. Kiedy Białoruski Komitet Helsiński zwrócił się o pomoc o Prezydenta Alaksandra Łukaszenki, ten przekazał pismo Komitetu do Sądu Najwyższego, który w końcu lipca 2003 roku podtrzymał swoje stanowisko

## Twórczość
Wiersze pisała już w gimnazjum. Debiutowała na łamach białoruskiej prasy emigracyjnej w 1939 roku. Jej utwory drukowały: Ranica, Biełaruski rabotnik, Nowy szlach i inne pisma. Pierwszy tom wierszy - Ad rodnych niw wydała w 1942 roku. Pisała także w okresie odbywania kary. Po zwolnieniu z łagru, przez była objęta całkowitym zakazem druku. Potem, przez pewien czas - mogła publikować jedynie wiersze dla dzieci, w dalszej kolejności i wiersze o innej tematyce, które jednak cenzurowano. Dlatego większość jej utworów wydano dopiero pośmiertnie. W sowieckiej Białorusi dopiero w 1967 roku zezwolono jej, dzięki wsparciu Maksima Tanka, na wydanie tomiku poezji, Niewadam z Niomana. 
18 stycznia 2006 roku wydano album muzyczny Żyć dla Biełarusi, na który składały się jej wiersze, do których napisano muzykę.

## Upamiętnienie
Łarysa Geniusz jest patronką Medalu Niezwyciężonych, ustanowionego i nadawanego przez Zjednoczony Gabinet Przejściowy Białorusi.